# Ancistrocerus neavei
Ancistrocerus neavei är en stekelart som först beskrevs av Meade-waldo 1915.  Ancistrocerus neavei ingår i släktet murargetingar, och familjen Eumenidae. Inga underarter finns listade i Catalogue of Life.